# Перелік міст Середзем'я
У цій статті перелічуються всі міста і укріпленні поселення Середзем'я, вказані в легендаріумі Дж. Р. Р. Толкіна та на мапах до нього упродовж трьох епох і початку Четвертої. Міста в Амані див. Аман. Міста Нуменору — Нуменор.

## Міста Белеріанду

### Аґлон
Фортеця синів Феанора Келегорма та Куруфіна в ущелині Аглонів прохід, що з'єднувала Лотлан та Східний Белеріанд. Столиця Гімладу. Зруйнована в результаті Дагор-Браголлах (Битва Раптового Полум'я).

### Амон-Руз
У перекладі з синдарину означає «Лисий Пагорб». Останнє поселення малих ґномів на вершині однойменного пагорба, що знаходився на рівнині Талат-Дірнен, неподалік від південної межі Бретільського Лісу. Мовою гномів називалося Шарбгунд. В часи Туріна Турамбара там жили лише гном Мім та його сини Кгім та Ібун. Житло стало лігвом ватаги розбійників, котрими командував Турін.

### Анґбанд
«Залізне Пекло» або «Залізна в'язниця» — велика підземна тюрма-фортеця Мелькора на північному заході Середзем'я, що була його допоміжною твердинею до зруйнування Утумно і полонення. Після втечі з Валінора і викрадення Сильмарилів стала його резиденцією. Звідти Морґот керував знищенням ельфійських королівств Белеріанду і в ній тримав своїх численних рабів взятих у полон під час Белеріандських війн. Зруйнована під час Війни Гніву. Місце де знаходився Анґбанд разом з усіма землями західніше Синіх Гір (крім Ліндона) опустилось на морське дно.

### Барад-Німрас
«Вежа Білого Рогу» — фортеця зведена Фінродом Фелаґундом у Фаласі на мисі розташованому на захід від Еґлареста для стеження за морем. Зруйнована армією Морґота, що вдерлась у Фалас через рік після Нірнает-Арноедіад (Битви Незліченних Сліз).

### Брітомбар
Найпівнічніша Гавань Фаласу, де жили ельфи — мореплавці з народу телерів (синдари — фалатріми), якими правив Кірдан Корабельник. Це було прекрасне місто-фортеця з кам'яними причалами та пірсами. Зруйнований армією Морґота, що вдерлась у Фалас через рік після Нірнает-Арноедіад (Битви Незліченних Сліз).

### Віньямар
«Нова Оселя» — підземні чертоги, де жили нолдори під проводом Турґона. Розташовувався на березі моря, у Неврасті, під горою Терас. Віньямар був покинутий через сто років після заселення, в зв'язку зі зведенням міста Ґондолін, куди переселився весь народ Турґона на чолі з володарем. У Віньямар прийшов Туор, шукаючи Турґона, і там на березі моря йому явився Улмо, що прорік йому швидке падіння Ґондоліну.

### Ґондолін
Ондолінде («Прихована Твердиня») — місто короля нолдор Турґона збудоване на пагорбі посеред прихованої долини Тумладен оточеній Ехоріатом (Окружними Горами). Це було велике і гарне білокам'яне місто, що будувалось за подобою Тіріону на Туні. Схований в утаємниченому місці Ґондолін простояв довше від усіх ельфійських королівств Белеріанду. Однак, завдяки необережним словам Гуріна, що були сказані біля прихованої брами в долину Тумладен, Морґот дізнався про його місцезнаходження. Згодом через зраду племінника Турґона Маеґліна армада орків, балроґів і драконів вдерлась у долину і обложила місто. В битві на вулицях міста загинули Турґон і більшість його народу, але частині разом з Туором, його дружиною Ідріль Келебріндаль та сином Еаренділом вдалось врятуватись і відійти на південь до Арверніену, де розташувались поселення втікачів зі зруйнованих королівств та вцілілих аданів.

### Гімрінґ
Фортеця на вершині однойменного пагорба (його назва означає «Вічнохолодний») між Гімладом і Лотланом, що належала старшому з синів Феанора Маедросу. Зруйнована армією Морґота після Нірнает-Арноедіад (Битви Незліченних Сліз). Руїни фортеці Маедроса залишились над водою і після Війни Гніву, оскільки вершина пагорба перетворилась на острів.

### Еґларест
Столиця королівства Фалас і найпівденніша Гавань королівства, де жили ельфи-мореплавці з народу телерів (синдари — фалатріми), якими правив Кірдан Корабельник. Це було прекрасне місто-фортеця з кам'яними причалами та пірсами. Зруйнований армією Морґота, що вдерлась у Фалас через рік після Нірнает-Арноедіад (Битви Незліченних Сліз).

### Ейтель-Сіріон
«Джерело Сіріону» — столиця королівства нолдорів Півночі, головна фортеця Фінґолфіна та його сина Фінґона. Розташовувалась у верхів'ях річки Сіріон на східних схилах Еред-Ветрін (Гори Тіні). Також мала назву Барад-Ейтель — «Вежа Джерела». Під час Даґор-Браґоллах (Битва Раптового Полум'я) біля стін Ейтель-Сіріон загинув Гадор Золотоволосий та його син Гундор. Завдяки міці й висоті Еред-Ветрін вогняні потоки, що ринули з Танґородриму було стримано, а ельфи та люди змогли втримати Гітлум і ні орки, ні балроги не змогли прорватись туди. Через сім років Морґот кинув проти Гітлуму нову армію, в бою біля Ейтель-Сіріон загинув син Гадора Галдор Високий, але син його Гурін прогнав орків від Еред-Ветріну і переслідував їх по пісках Анфауґліту. Під час Нірноед-Арноедіад (Битва Незліченних Сліз) фортецю разом з усім королівством нолдорів Півночі було захоплено і зруйновано.

### Ефель-БрандірабоОбельГалад
Ефель - Брандір (синд. Efel-Brandir - Огорожа Брандіра, одного з вождів) або Обель Галад (синд. Obel Halad - Місто Вождя) - головне селище народу Галет на пагорбі Амон Обель. Таємне поселення в глибині лісу Бретіл. Було огородження дерев'яною огорожею. Головна будівля  - Палац Вождів розташований на схилі пагорба оточений великим садом та круглою земляною дамбою коло нього. Неподалік від Обель Галад було Коло Зібрань, де збирались на суд або на вибори вождя, печери що слугували в'язницею, а також Могильний Двір, в якому ховали вождів. Обель Галад   разом із Палацом Вождів було спалене в ході громадянської війни в Бретілі у 501 році Першої Епохи спричиненої образою вождем Гардангом Гуріна Таліона, якого підтримала частина людей на чолі з двоюрідним братом вождя Мантором. Гарданг загинув у Палаці, але потому було вбито і  Мантора, що зайняв бік Гуріна. Рід вождів припинився. Частина людей обрала вождем Авранка, але багато галадінів його не визнали і потому жили окремо.

### Менеґрот
«Тисяча Печер» — підземне місто-палац короля Елу Тінґола та королеви Меліан. Столиця Прихованого королівства ельфів — синдарів Доріат. Після вбивства Тінґола гномами Ноґрода, що викрали Науґламір та Сильмарил, зазнало розорення внаслідок війни між Ноґродом і Доріатом. Відновлене сином Берена і Лутіен (дочки Тінгола) Діором. Остаточно знищене синами Феанора, котрі пред'явили свої права на Сильмарил. Битва у Менеґроті стала другим братовбивством після Альквалонде. У битві загинули Келеґорм, Куруфін і Карантір, а також Діор і його дружина Німлот.

### Мінас-Тіріт на Тол-Сіріон
Вежа-фортеця на острові Тол-Сіріон у верхній течії річки Сіріон, що текла Сіріоновим Проходом між Еред-Ветрін (Гори Тіні) та Егоріат (Окружні Гори). Зведена королем Нарґотронда Фінродом Фелаґундом сином Фінарфіна для закриття арміям Морґота шляху через Сіріонів Прохід. Вежами Мінас-Тіріта управляв молодший брат Фінрода Ородрет. Через два роки після Даґор-Браґоллах (Битва Раптового Полум'я) військо очолюване Сауроном захопило фортецю, наславши на захисників темну хмару жаху. Ородрету з частиною гарнізону вдалось прорватись і відступити в Нарґотронд. Відтоді місце це отримало назву Тол-ін-Гаурот (Острів Вовкулаків), оскільки Саурон оселив там вовків-перевертнів та вампірів, і жодна жива істота не могла прослизнути непомітно повз вежі фортеці, з якої Саурон оглядав довколишні землі. Так він вистежив і схопив Берена, Фінрода Фелаґунда і його супутників, що, прийнявши подобу орків, просувалися на північ. Від вовкулаки загинули всі супутники Берена і Фінрода, що здолав вовка, але й сам помер від отриманих ран. Після перемоги Лутіен та гончака Гуана над Сауроном, який втік до Таур-ну-Фуін, фортеця зруйнувалася.

### Нарґотронд
«Велична підземна фортеця річці Нароґ». Печерне ельфійське місто, столиця однойменного королівства нолдорів, чиї володіння розташувались по обох берегах річки Нароґ. Збудована гномами Белеґоста для короля Фінрода Фелаґунда. При цьому з печер було вигнано малих гномів, що першими обжили їх, влаштувавши своє поселення Нулукіздін. Після відходу Фінрода разом з Береном на північ і його загибелі в підземеллях Тол-ін-Гаурот, містом і державою став правити його молодший брат Ородрет. Його радником і полководцем став Турін, що отримав прізвисько Мормегіл — Чорний Меч. З його поради через Нарог було зведено величний міст, що зіграв фатальну роль. Величезне військо орків та дракон Ґлаурунґ Урулокі напали на армію нарґотрондців під проводом Ородрета і знищили їх усіх, крім Туріна обличчя якого захищала ґномівська маска. Далі орки і дракон безперешкодно пройшли по мосту через Нароґ і захопивши місто, зруйнували його дощенту. Після того як Турін вбив Ґлаурунґа, Мім останній з малих ґномів, оселився в руїнах Нарґотронда, попри дух дракона. Однак, невдовзі його там відшукав батько Туріна Гурін і вбив за зраду людей Туріна.

### Рерір
Фортеця на західному схилі однойменної гори, біля витоку річки Великий Геліон. Столиця королівства Тарґеліон або Дор-Карантір, яким правив один з синів Феанора Карантір. Зруйнована після Даґор-Браґоллах (Битва Раптового Полум'я).

### Утумно або Удун
Перша фортеця Мелькора на півночі Середзем'я (розташовувалась на землях які пізніше отримали назву Фородвайт). Зруйнована валарами напередодні виходу елдарів на Захід, а сам Мелькор був взятий у полон, руки йому скували ланцюгом Анґаінором і триста років він перебував в ув'язненні в Чертогах Мандоса.

## Міста Ґондору

### Гарлонд
У перекладі з синдарину означає «Південні гавані». Пристань Мінас-Тіріта на Андуїні розташована неподалік від полів Пеленора та південної ділянки стіни Раммас-Ехор. Тут зустрічали кораблі що прибували з південних земель. У Гарлонд 15 березня 3019 р. Т. Е. на підмогу Мінас-Тіріту кораблями корсарів прибув Арагорн та його люди з Сірого Загону.

### Дол-Амрот
Місто-фортеця на однойменному мисі названому на честь загиблого неподалік у водах затоки Белфалас у 1981 році Третьої Епохи короля ельфів Лоріену Амрота. Є центром землі Дор-ін-ерніл. У місті знаходились Тіріт-Аеар (Морська фортеця) та замок правителів. Правителі Дол-Амрота мали титул князів і, як і більшість їх підданих, були чистокровними нащадками нуменорців. Після поранення у Пеленнорській битві Фарамира князь Дол-Амрота Імрагіль виконував обов'язки намісника.

### Елделонд
«Гавань Ельфів» — поселення зелених ельфів — нандорів засноване в гирлі річки Мортонд (неподалік від Дол-Амрота) ще в Епоху Дерев. Після Війни Гніву в Елделонді також оселились ельфи — синдари з Фаласу та Доріату. З початком Третьої Епохи населення Елделонду поволі відпливає на захід до Тол-Ересеа і у 1981 році туди відпливли останні мешканці. Під час відплиття у водах затоки потонув король Лотлоріену Амрот.
Після 1981 року Третьої Епохи Елделонд заселили люди Ґондору. Жителі Мінас-Тіріту говорили, що серед людей узбережжя присутня ельфійська кров.

### Емін-Арнен
Місто-фортеця збудоване князем Ітіліену намісником Фарамиром на вершині однойменних пагорбів у Четверту Епоху. Новий центр краю Ітіліен, що замінив непридатний для проживання Мінас-Ітіль.

### Етрінґ
Невеличке містечко у краї Ламедон неподалік від бродів через річку Рінґло.

### Каір-Андрос
Фортеця на однойменному острові посеред Андуїну зведена в часи короля Ондоґера (1936—1944 рр. Т. Е.) для відбиття нападів східнян на Каленардон та Аноріен. Навесні 3019 р. була захоплена військами Мордору. При переході через передгір'я Ефел-Дуат Араґорн та Еомер, відпускаючи частину війська, що не змогла витримати появи в небі назґулів, дали їй завдання відбити Каір-Андрос. Після перемоги місто виконувало функції транзитного пункту під час святкувань на Кормаленському полі.

### Калембел-на-Кірілі
Містечко на річці Кіріл у краї Ламедон. Приблизний переклад назви з синдаріну означає «Зелена Огорожа».

### Лінґір
Містечко у краї Лебенін розташоване при злитті річок Джілрейн та Серна неподалік від їх впадіння в море. Під час Війни Персня Лінґір від гарадримів та умбарських піратів обороняли люди Ламедона та Лебеніна, що розбіглись як і вороги при наближенні Армії Мертвих.

### Мінас-Анор (Мінас-Тіріт)
Місто-фортеця на відрозі бескиду Міндолуін на правому березі Андуїну, центр краю Аноріен. Збудоване у 3320 р. Другої Епохи Анаріоном сином Еленділа для захисту Осґіліату від дикунів з долин. У Мінас-Анорі знаходилась королівська бібліотека і росло Біле Дерево посаджене Ісілдуром та його нащадок, посаджений у 1640 р. Третьої Епохи. Тоді ж, після збезлюднення Осґіліату, місто стало столицею Ґондору отримало назву Мінас-Тіріт. В ньому жили королі та правлячі намісники Ґондору. Під час Війни Персня у березні 3019 р. Т. Е. місто витримало облогу об'єднаного війська Мордору, Гараду, Кханду та Руну яким командував Предводитель Назгулів. На полях Пеленнора під стінами міста відбулась вирішальна битва, що завершилась перемогою ґондорців та рогіримів. У ній поліг король Рогану Теоден. Після відродження влади короля, у 3019 р. Т. Е. Мінас-Тіріт став столицею Возз'єднаного королівства Арнору і Ґондору і знов став називатись Мінас-Анор.

### Мінас-Ітіль (Мінас-Моргул)
Докладніше див. Мінас-Ітіль.
Місто-фортеця на схилах Ефел-Дуат (Похмурі Гори), центр краю Ітіліен. Збудоване у 3320 р. Другої Епохи Ісілдуром сином Еленділа, в ньому зростало перше Біле Дерево — нащадок Німлота Прекрасного з Арменелосу. Дерево було знищене Сауроном у 3429 р. Д. Е., коли він захопив місто. До 2002 року Третьої Епохи в Мінас-Ітілі стояла Сторожа Мордору. У 2000 р. фортеця була взята в облогу назґулами і через два роки — ними захоплена, змінивши назву на Мінас-Моргул і ставши ворогом Ґондору. У 2050 р. Т. Е. в місті зник безвісти останній король Ґондору Еарнур, вирушивши через Андуїн на поєдинок з Королем-Чаклуном. У Війні Персня з Мінас-Морґулу виходили війська що вів Король-Чаклун. Після перемоги у Війні Персня і остаточної перемоги над Сауроном у 3019 р. Т. Е. король Елесар говорив Фарамирові про необхідність зруйнування Мінас-Ітілю в Морґульській долині, оскільки ще довгі роки жодна людина не зможе жити в ньому.

### Осґіліат
У перекладі з адунаіка означає «Зоряна Цитадель». Перша столиця Ґондору збудована у 3320 році Другої Епохи синами Еленділа Ісілдуром та Анаріоном. Місто розташовувалося по обох берегах річки Андуїн, мало величезні причали і з'єднувалося кількома кам'яними мостами. У Зоряній Вежі під куполом стояли трони братів і знаходився головний палантір Південного королівства, що належав Ісілдуру.
У 1437 р. Т. Е., під час громадянської війни, місто захопив Кастамір Узурпатор, котрий влаштував погром і грабунок. Багатьох містян було вбито, чимало будинків — спалено, а Зоряна Вежа впала в Андуїн і палантір було втрачено назавжди.
У 1636 р. Т. Е. більшість населення міста вимерла в результаті чуми і серед них була королівська родина. Вцілілі мешканці втекли в Ітіліен. З 1640 р. Т. Е. столицею Ґондору став Мінас-Анор, що відтоді називався Мінас-Тіріт.
У 2475 р. Т. Е. мордорські уруки вдерлись до Ітіліену і розорили Осґіліат, зруйнувавши найбільший міст. Їх напад відбив намісник Боромир, син Денетора І. Тоді місто покинули останні мешканці і Осґіліат використовувався лише як військовий форпост.
20 червня 3018 р. війська Саурона захопили східну частину міста, а з західної їх вигнав син намісника Денетора ІІ Боромир і тоді був зруйнований останній міст. Навесні 3019 р. Т. Е. війська Саурона знов атакували Осґіліат, прорвавшись через Раммас-Ехор і, взявши в облогу Мінас-Тіріт. Після цього почалась битва на полях Пеленнора.
У Четверту Епоху Осґіліат було відбудовано, хоч столицею він більше не був.

### Пеларґір
Портове місто у краї Лебеннін розташоване біля гирла Андуїну. Засноване у 2350 році Другої Епохи вірними нуменорцями, що втікали від переслідувань з боку людей короля. У 3319 р. Д. Е. до Пеларґіра після загибелі Нуменору прибули кораблі синів Еленділа Ісілдура та Анаріона, що заснували Південне королівство Ґондор до складу якого увійшов і Пеларґір. Після Війни Останнього Союзу місто розвивалось і стало великим портом. У часи Еарніла І (913—936 рр. Третьої Епохи) гавань було перетворено на головну морську базу ґондорського флоту, якою вона залишалася в епоху Морських Королів (Кір'янділ 936—1015 рр. Т. Е. та Хіярмендакіл 1015—1149 рр. Т. Е.).
У час недовгого правління Кастаміра Узурпатора (1437—1447) Пеларґір був столицею Ґондору, а його сини близько року тримали оборону (1448) в місті, доки не відступили в Умбар, що став піратською базою. У 1634 р. Т. Е. умбарські пірати розорили порт і вбили короля Мінарділа, що перебував у ньому.
У час намісника Ектеліона ІІ Пеларгір був укріплений наново.
Під час Війни Персня навесні 3019 р. Т. Е. місто захопили умбарські пірати, що були переможені Армією Мертвих, котру привів Араґорн. З Пеларгіру на кораблях корсарів Араґорн та його люди з Сірого Загону вирушили на допомогу Мінас-Тіріту у Пеленнорській битві.

### Тарност
Невелике місто у Ґондорі розташоване на пагорбах Тарноста між річками Джілрейн на сході, Рінгло на півночі та Дол-Амротом на заході. Місто не вказане у «Володарі Перснів» і на мапі Ґондору у «Поверненні короля». Єдине посилання на нього є у «Війні Персня». Однак місто також присутнє на мапі Білих Гір у «Атласі Середзем'я» разом з пагорбами Тарноста.

### Умбар
Портове місто на березі великої природної гавані, розташоване між Південним Ґондором (Гарондор) і Ближнім Гарадом. Столиця однойменного регіону. Засноване нуменорцями з партії людей короля близько 1770 року Другої Епохи. Умбар був головною гаванню Нуменору. У 3261 р. Д. Е. в Умбарі король Ар-Фаразон прийняв капітуляцію Саурона, що був відвезений на острів як полонений. Після загибелі Нуменору в 3319 р. Д. Е. Умбар став оплотом моредайн або чорних нуменорців. У 933—1448 роках Третьої Епохи місто входило до складу Ґондору. Після громадянської війни 1432—1448 рр. Т. Е. гавань було захоплено заколотниками і вона перетворилась на базу морських піратів. У 1810—1850 рр. Т. Е. Ґондор знову завоював Умбар, однак, після смерті короля Телумехтара Умбардакіла, місто було захоплене гарадрімами і воно знов стало базою корсарів. Останній напад корсарів Умбару був здійснений навесні 3019 р. Т. Е., коли їх флот захопив Пеларгір, але вони були переможені Армією Мертвих з Білих Гір, котру вів Араґорн. У Четверту Епоху Умбар знову був включений до складу Ґондору і став одним з найбільших портів Возз'єднаного королівства Арнору і Ґондору.

## Міста ельфів в Еріадорі

### Імладріс
Поселення нолдор на чолі з Елрондом Напівельфом у долині розташованій у верхів'ях річки Бруїнен, біля підніжжя Імлистих гір. Засноване у 1697 р. Другої Епохи як потаємний сховок від армії Саурона, що вдерлась у Еріадор. Ельфи жили в Імладрісі довгі роки, навіть після відходу за море Елронда. Тривалий час у Четверту Епоху там жив Келеборн, що покинув Лоріен після відходу Галадріелі.

### Ост-ін-Еділ
Місто ельфів — нолдор, столиця королівства Ереґіон. Розташовувався на березі річки Сіранон. Правителем міста і всього краю був Келебрімбор син Куруфіна, що очолював Дім Ковалів — Гвайт-і-Мірдайн. Під керівництвом Саурона ковалі Ерегіону викували Сім Перснів гномів і Дев'ять Перснів людей, а також самостійно Три Персні ельфів (і тому в них, на відміну від інших, не була присутня зла воля Саурона). Коли Саурон викував Перстень Всевладдя (1600 р. Д. Е.) Келебрімбор зрозумів, що він обманув їх і сховав ельфійські персні. Так розпочалась війна між ельфами і Сауроном. У 1697 р. Д. Е. армія Саурона зруйнувала Ост-ін-Еділ, більшість його мешканців врятувались у підземеллях Кгазад-Думу, але Келебрімбор загинув, обороняючи Дім Ковалів. Після цієї війни ельфи не повернулись в Ереґіон. Руїни міста були ще помітні наприкінці Третьої Епохи.

## Міста людей в Еріадорі (королівство Арнор)

### Амон-Сул
Вежа-фортеця на вершині пагорба Вивітрень. Зруйнована у 1409 р. Третьої Епохи.

### Аннумінас
Столиця Північного королівства Арнор. Засноване у 3320 році Другої Епохи Еленділом. Покинутий після 871 року Третьої Епохи, коли внаслідок громадянської війни Арнор розпався на Артедайн, Рудаур і Кардолан. Аннумінас було відбудовано у Четверту Епоху королем Елесаром як столицю відродженого Арнору, що був об'єднаний династичною унією з Ґондором.

### Брі
Головне селище людей з роду аданів, що залишились у Середзем'ї після Війни Гніву та громади гобітів за межами Ширу (діаспора). Розташоване на перетині шляхів з Рівенділа до Ширу і з Тарбаду в Форност (після збезлюднення міста у 1979 р. Т. Е., останній був покинутий і мав назву Неторного або Зеленого).

### Віньялонде або Лонд-даер-Енер
Перше поселення нуменорців у Середзем'ї, засноване принцом Алдаріоном як факторія з якої до Нуменору везли корабельний ліс. Після війни з Сауроном у 1700 р. Т. Е., коли ліси в Еріадорі, крім Пралісу та Ерін-Ворн, було знищено, місто було перейменоване на Лонд-даер-Енер (Велика Серединна Гавань) в зв'язку зі створенням нових колоній в Умбарі, Пеларґірі і Тарбаді. Після загибелі Нуменору було покинуте.

### Замки Рудауру на плато Еттенблат
Укріплення королівства Рудаур на плато Еттенблат були покинуті після знищення держави в 1974 р. Т. Е. Їх руїни описані в повісті «Гобіт або Туди й звідти». « Попереду забриніли похмурі гори, одна іншої вище, що здавались чорними через густі ліси. На деяких височіли давні замки зловісного виду, ніби їх збудували недобрі люди». Згодом рудаурські замки згадуються у першій частині «Володаря Перснів» «Братство Персня».
То тут, то там на скелястих гребенях око помічало залишки давніх кам'яних стін і руїн башт. Руїни мали вигляд зловісний і насторожуючий. Фродо, похитуючись на спині поні, міг без поміх озиратись на всі боки і розмірковувати. Йому пригадались розповіді Більбо про бачені ним грізні башти на північ від Дороги. Там, у лісі Тролів, і почалась власне Пригода. Схоже, мова йшла про ці краї, і Фродо гадав, пройдуть вони тим же шляхом, яким йшов Більбо.
-Хто живе тут? -слабко спитав він. — Чиї це вежі? Тролів?

- Тролі не будують, — відповів Колоброд.- Ніхто тут не живе. Колись, дуже давно жили люди. Але їх не лишилось. За легендами, тутешній народ накрила Ангмарська Тінь. А потім вони згинули у війні, що поклала кінець Північному Королівству. Це так було давно, що тутешні пагорби не зберегли пам'яті про своїх мешканців, хоча тінь все ще лежить на цих землях."

### Тарбад
У перекладі з означає Перехрестя. Розташоване на берегах річки Ґватло і з'єднувалось мостом, через який проходив важливий шлях. Засноване у Другу Епоху нуменорцями. Після падіння Нуменору в 3319 р. Д. Е. увійшло до складу королівства Арнор. Після 871 р. Т. Е. у Тарбаді була столиця Кардолану, однак згодом її перенесли у Тірн-Ґортад. Після падіння Кардолану у 1409 р. Т. Е. місто збереглось і увійшло до складу Ґондору. Покинуте у 2912 р. Т. Е. внаслідок Великої Повені, що настала після Лютої Зими. На початок Війни Персня від моста Тарбаду лишився небезпечний брід через Ґватло. У Четверту Епоху відбудоване.

### Тірн-Ґортад
Поселення людей біля Курганів, що виникло на початку Другої Епохи. Під час війн з Ангмаром сюди було перенесено столицю Кардолану. Спорожніло після Великого Мору 1636 р. Т. Е. Відтоді в Курганах оселились привиди.

### Форност
Місто на Північних Пагорбах. Засноване в часи Еленділа. Після 871 р. Т. Е. стало столицею Артедайну. У 1974 р. Т. Е. було захоплене Королем Ангмару і населене лихими людьми та потворами. У 1979 р. його військо було розбите, але людей для нового заселення Форносту було дуже мало. Тому місто було покинуте і перетворилось на руїни. У Четверту Епоху було відбудоване разом з більшістю інших поселень дунедайн Півночі.

## Міста орків і гномів у Імлистих горах

### Ґундабад
Підземні чертоги під однойменною горою, що є найвищою точкою Імлистих гір. Тут прокинувся один з Семи Праотців ґномів Дьюрин І Безсмертний та його народ Довгобородів. До кінця першого тисячоліття Третьої Епохи тут було місто ґномів, що управлялося з Кгазад-Думу. Коли було захоплене орками невідомо. У часи що описані у повісті «Гобіт або Туди й Звідти» (2941 р. Т. Е.) біля підніжжя гори Ґундабад розташовувалась столиця орків Імлистих Гір. Після 3019 р. Т. Е. було відбите гномами.

### Місто Гоблінів
Підземне поселення орків біля перевалів через які йшов Східний Шлях. Орки займались захопленням у полон мандрівників, що йшли цим шляхом. Під час переходу влітку 2941 р. Т. Е. загін Торіна Дубощита був застигнутий нічною грозою і сховався у печері, де, як виявилося був вихід з Міста Ґоблінів. Орки взяли в полон ґномів та гобіта, але Ґандальф встиг сховатись і, напавши раптово з укриття, убив Верховного Гобліна. В шарварку що зчинився Більбо загубився і був змушений самотужки шукати вихід. На березі підземного озера він знайшов чарівного персня (як виявилось через роки це був Перстень Саурона) і був змушений грати в загадки на своє життя з Ґолумом. Вигравши Більбо, завдяки раптово виявленій властивості Персня робити невидимим кожного хто одягав його на палець, зумів втекти від Ґолума, котрому цей перстень належав раніше і від орків, що стерегли ворота. Будучи невидимим, він непоміченим підкрався до гномів та Ґандальфа.

### Морія або Кгазад-Дум
Місто-держава ґномів народу Довгобородих. Заснована у Першу Епоху королем Дьюріним І Безсмертним. Єдине місце у Середзем'ї, де в межах досяжності знаходилась міфрілова жила. У 1981 р. Т. Е. гноми були змушені залишити Кгазад-Дум через балроґа і там оселились орки. У їхніх руках місто перебувало до 3019 р. Т. Е. Винятком був 2799 р. Т. Е., коли гноми розбили орків у битві при Азанулбізарі (Нандугіріоні), однак ніхто не наважився оселитись у ньому через балроґа, та у 2989—2994 рр. Т. Е., коли гноми під керівництвом Баліна сина Фундіна відвоювали Морію, але згодом всі були знищені орками і балроґом. У січні 3019 р. Братство Персня потрапило в засідку у Морії і Ґандальф, вступивши в поєдинок з балроґом, впав разом із ним у прірву. Після кількаденного поєдинку, 25 січня Ґандальф здолав балроґа і помер, але 3 лютого був повернений до життя з волі Еру. Після Війни Персня Кгазад-Дум знов був заселений ґномами про що свідчить зведення нових воріт з міфрілу у Мінас-Тіріті.

## Ісенґард
Стародавня нуменорська фортеця у верхів'ях річки Ісен розташована в долині Нан-Курунір на південному кінці Імлистих гір. Відома своєю вежею Ортганк висотою в 100 футів. Після загибелі Нуменору увійшла до складу королівства Ґондор. У 2758 р. Т. Е. була захоплена дунгарцями разом з сусідніми землями Рогану. У 2759 р. відбита і віддана намісником Ґондору Береном магові Саруману. У 3000 р. Т. Е. Саруман став зрадником і зробив фортецю оплотом орків та вовкулаків. 3 березня 3019 р. енти зруйнували фортецю і затопили її спрямувавши в долину води Ізену.

## Карн-Дум
Столиця Анґмару розташована у відрогах Імлистих Гір. Містом володів Король-Чаклун. Зруйноване у 1977 році Третьої Епохи еотеодами.

## Міста ельфів у Ліндоні

### Гарлонд або Південна Гавань
Порт на південному боці Лунської затоки. Містом правив, як васал Ґіл-Ґалада, чоловік Ґаладріелі Келеборн, що згодом переселився в Ереґіон. Більшість населення Гарлонда становили синдари — фалатрими.

### Мітлонд або Сірі Гавані
Портове місто, розташоване в гирлі річки Лун (Синя) по обох берегах Лунської затоки. Збудоване у 1 році Другої Епохи. Містом правив Кірден Корабельник, після загибелі Ґіл-Ґалада у 3441 р. Д. Е. Мітлонд став столицею Ліндона. Звідси ельфійські кораблі відпливали на Тол-Ересеа.

### Форлонд або Північна Гавань
Порт на північному боці Лунської затоки. Збудоване у 1 році Другої Епохи. У часи Ґіл-Ґалада Форлонд був столицею королівства Ліндон. Більшість населення складали ельфи — нолдор.

## Міста (фортеці) Мордору

### Барад-Дур
Барад-Дур (синд. Barad-Dur — «Темна Вежа») — головна фортеця Саурона і столиця Мордору. Збудована між 1000 і 1600 роками Другої Епохи. Зруйнована у 3341 р. Д. Е. в кінці Війни Останнього Союзу (після семирічної облоги 3434-3441) і відбудована знову у 2951 році Третьої Епохи. Остаточно зруйнована при падінні Саурона і знищенні Персня Влади.
Фортеця була збудована з заліза і дуже міцного каменю, а ворота викуті зі сталі. Найвища вежа була чорного кольору висотою більше 200 метрів, міцно укріпленою з безліччю шпилів довкола і менших веж. Угорі вежі розташовувалось Вікно Ока з якого Саурон озирав світ. У Барад-Дурі були зали, арсенал і темниці без вікон, а під фортецею були глибокі підземелля.
Фортеця була розташована на півночі Мордору, на відстані 1 ліги (30 миль або бл. 48 кілометрів) на схід від Ородруїна. Назва «Барад-Дур» перекладається з синдарину як Темна Вежа. Чорною говіркою фортеця називалась Луґбурз (це слово також уособлювало вищу владу). На квенья фортеця називалась Лунатурко (кв. Lunaturko) або Тарас Луна (кв. Taras Luna).
З часу відновлення фортеці її намісником був нащадок чорних нуменорців, що називав себе Голос Саурона.

### Дуртанґ
Одна з ґондорських твердинь на півночі Мордору, біля долини Удун, збудованих після Війни Останнього Союзу. Після повернення назґулів і занепаду Ґондору замок став фортецею орків.

### Зуби Мордору
Зубами Мордору називалися Дві Вежі Кархост (синд. Carchost — «Фортеця-ікло») та Нархост (синд. Narchost — «Фортеця Вогню») розташовані на відрогах гір обабіч перевалу Кіріт-Ґорґор. Між ними знаходився Мораннон — Чорна Брама. Зуби Мордору були зведені ґондорцями після Війни Останнього Союзу щоб завадити поверненню Саурона. Проте із занепадом Ґондору вони були захоплені ворогом. Фродо та Сем намагались потрапити до Мордору через Чорну Браму, однак їх відрадив від цього Ґолум, який розповів про інший потаємний шлях (поблизу Мінас-Морґул через перевал Кіріт-Унґол). 25 березня 3019 р. Т. Е. Мораннон та Зуби Мордору були зруйновані землетрусом викликаним знищенням Персня.

### Кіріт-Унґол
Орківська фортеця, що охороняла однойменний перевал у Ефел-Дуат (Похмурі Гори) від лазутчиків Заходу та не давала рабам Саурона втекти з Мордору. Як і Дуртанґ, Кіріт-Унґол був одним з ґондорських форпостів зведених після повалення Саурона у 3441 р. Другої Епохи, що в подальшому були захоплені силами Ворога. Вхід до фортеці охороняли Сторожі — чотири величезні потворні статуї, в яких містилась лиховісна міць, що не давала стороннім пройти у фортецю. У час Війни Персня гарнізоном Кіріт-Унґола командував орк Шарґат, чиї підручні знайшли враженого отрутою Шелоб Фродо і віднесли в фортецю. За допомогою фіалу Ґаладріелі Семові вдалось пройти повз Сторожів крізь ворота і стати свідком як орки перебили одне одного через міфрілову кольчугу. Після звільнення Фродо, вони, надівши одяг орків, втекли з фортеці. Далі у Кіріт-Унґол став командувати один з назґулів.

### Серегост
В перекладі з синдаріну означає «Кривава фортеця». Фортеця уруків на плато Горгорот. Серегост охороняє розлом Мітрам розташований на південь від Еред -Літуї.. Небо над Серегостом закривають хмари попелу, що вивергає Ородруїн. Тут завжди панує холод, місцями щорічно лежить сніг. У Серегості Саурон вивів породу троллів олог — хайї.

### Східна застава
Фортеця на східному кордоні Мордору. Розташована на річці Сірліт (впадає в море Нурнен зі сходу), на дорозі на Серегост, що відходить від Кгандського тракту.

### Табори орків та людей
На схилах гірського хребта Моргаї Фродо та Сем бачили безліч військових таборів. Один з орківських таборів був схожим на невелике містечко — великий мурашник з прямими рядами хиж та приземкуватих сараїв.

### Таурбанд
В перекладі з синдаріну означає «Мерзотна в'язниця». Фортеця на північно-західному узбережжі моря Нурнен. Збудований у 1000—1310 роках Другої Епохи. Морський порт, де торгували рабами як із людей так і орків. Віддаленість від кордону врятувала Таурбанд від зруйнування після перемоги нуменорців у Війні Останнього Союзу. У 3019 році більшість орків залишили наглядати за рабами. Після падіння Персня орки втекли з Нурну. Таурбанд зберігся як портове місто земель які король Елесар віддав колишнім рабам.

## Міста гномів у Рованіоні

### Еребор
Місто-держава ґномів з народу Дьюріна під горою Еребор (Самотня Гора). Зруйноване драконом Смогом Золотистим. Відновлене після походу загону Торіна ІІ Дубощита.

### Нурункгізідін
Місто гномів у горах Піно Рун на березі моря Рун. Збудоване вигнаним королем Булдіним (з клану Залізноруків) у 2797 році Другої Епохи. Саурон дарував Булдіну один з Семи Гном'ячих Перстенів Влади. У Війні Останнього Союзу гноми Нурункгіздіна бились на боці Ворога. Місто було королівською резиденцією до 58 року Третьої Епохи. Подальша його доля невідома. Однак відомо, що Саурон одного разу прийшов до міста і відібрав Перстень у нащадка Булдіна.

## Міста ельфів у Рованіоні

### Амон-Ланк
Столиця королівства ельфів Морок-Лісу. Розташована на однойменному пагорбі. Була покинута у середині першого тисячоліття Третьої Епохи через ймовірність конфлікту з гномами Кгазад-Дума. Близько 1050 року тут таємно оселився Саурон, що звів замок Дол-Ґулдур. Після втечі Саурона у 2941 р. Т. Е. фортецею управляв назґул Хамул — права рука Короля-Чаклуна. Замок був взятий штурмом і зруйнований 28 березня 3019 р. Т. Е. ельфами Морок-Лісу та Лоріену.

### Карас-Ґаладон
Столиця королівства ґаладінів Лоріен. Місто владик краю Ґаладріелі та Келеборна.

### Палац Трандуїла
Підземні чертоги короля ельфів Морок-Лісу Трандуїла розташовані над Лісовою річкою у північній частині лісу. Зведені після відходу лісових ельфів на північ лісу наприкінці першого тисячоліття Третьої Епохи. Лісова річка зв'язує Палац з Езґаротом та країною Дорвініон, що розташована біля моря Рун і є важливим торговельним шляхом. З Дорвініону в Палац Трандуїла привозили вино, а з королівства лісових ельфів везли прикраси.

## Міста людей в Рованіоні

### Діл
Столиця однойменного королівства на півночі Диких Земель, розташоване на березі річки Келдуін (Бистриця) біля підніжжя гори Еребор. Населене нащадками аданів, що залишились у Середзем'ї та інших людей, населення споріднене з народами півночі Рованіону (предками рогіримів, нортами та іншими племенами).
Місто було засноване після 2589 року Третьої Епохи, коли гноми з народу Довгобородів на чолі з королем Трором повернулись на Еребор з Сірих гір. Королі Долу торгували з ковалями гномів, містяни віддавали своїх дітей ґномам в учні, і щедро платили харчами так що ґноми не мали необхідності орати, сіяти та взагалі добувати собі харчі. Щороку в Долі проходили ярмарки іграшок, що вважалися дивом Півночі. У 2771 р. Т. Е. на Еребор та Діл напав дракон Смоґ Золотий. Король Долу Ґіріон та більшість його підданих загинули, вціліли лише одиниці серед яких були дружина та син короля, котрим пощастило відплисти на човні по ріці під час загибелі міста. Серед ґномів багатьом пощастило втекти потаємним ходом разом з їх королем Трором. Протягом майже двохсот років руїни Долу та гора Еребор були небезпечним місцем, оскільки там оселився дракон, що спав на купі золота та дорогоцінностей. Лише кажани та птахи могли безперешкодно з'являтись у тих місцях.
У листопаді 2941 р. Т. Е. онук Трора Торін ІІ Дубощит, дванадцять ґномів з його свити та гобіт Більбо Торбин дісталися долини Долу щоб заволодіти скарбами, котрі колись належали ґномам Еребора. Ґноми та гобіт розраховували непомітно заволодіти золотом та коштовностями, але все одно були помічені драконом, котрий напав на них, і вони вціліли тільки дивом, вчасно сховавшись у потаємному ході. Потім дракон полетів на південь і напав на місто Есґарот на Довгому озері, мешканці якого допомагали ґномам. В ході розорення міста дракон був застрелений нащадком короля Ґіріона лучником Бардом.
Після походу лісових ельфів, людей Есґарота і гномів Залізних пагорбів до гори Еребор, що ледве не переріс у війну за скарби Смоґа між ґномами, ельфами та людьми, нападу на них орків Больґа з Імлистих гір та варґів і Битви П'яти армій в якій люди, ельфи та ґноми знищили три чверті орків з Імлистих гір, Підгірне королівство ґномів Еребора та місто людей Діл було відбудовано. Королем Долу став Бард І Лучник, а корону Еребора прийняв Даін ІІ Залізний Чобіт — двоюрідний брат Торіна Дубощита, що помер від тяжких ран отриманих у битві П'яти Армій.
Колись розорені драконом землі у долині Долу знов стали квітучими і багатими, ґноми створювали зброю та коштовності, люди орали землю та вели торгівлю з довколишніми землями. Протягом сімдесяти восьми років містом щасливо правили королі Бард Лучник (2944—2977 рр. Т. Е.), його син Байн (2977-3007 рр. Т. Е.) та онук Бранд (3007-3019 рр. Т. Е.).
Під час Війни Персня в березні 3019 р. Т. Е., одночасно з облогою Мінас-Тіріта арміями Мордору, Гараду, Кганду та Руну, на північ вторглися орди східнян. У долині Долу відбулась битва у якій загинули король Бранд та Даін ІІ Залізний Чобіт. Ґноми та люди зазнали поразки, Діл було знову зруйновано, але більшість людей та ґноми сховались у горі Еребор. Звістки про перемоги в Ґондорі надали мужності обложеним і вони змогли розгромити східнян, яких вціліло небагато і вони втекли назад у Рун і більше не тривожили людей Дейлу та ґномів. Після війни Діл було відбудовано і його королем став Бард ІІ, а ґномами став правити Торін ІІІ Твердий Шолом.

### Езґарот або Озерне місто
Місто Езґарот було розташоване на палях посеред Довгого озера в руслі річки Келдуін (Бистриця) та гирлі Лісової річки. Його мешканцями також були нащадки аданів та місцевих людей. Подібно до середньовічних Генуї та Венеції, Езгарот знаходився на важливому торговельному шляху між країною Дорвініон, королівством Дейл та країною ельфів Морок-Лісу. З Дейла та Морок-Лісу через Езґарот везли зброю, прикраси та інші коштовності, а з Дорвініона на березі моря Рун — вино, хліб, виноград та інші харчі. На відміну від монархічного Дейла, Езгарот був олігархічною республікою: бургомістра обирали з найбагатших та найшанованіших людей. Після зруйнування Дейла драконом Смоґом, Езґарот сильно занепав, однак все одно залишився процвітаючим торговельним містом.
Восени 2941 р. Т. Е. до міста прибули Торін та його свита, визволені Більбо з ув'язнення в палаці короля лісових ельфів за допомогою порожніх бочок з-під вантажу. Люди радо зустріли їх, сподіваючись що Торін переможе дракона і місто знову розквітне.
Здогадавшись звідки прибули гноми, дракон напав на місто і спалив його, вбивши чверть його населення. Однак, лучник Бард, з роду короля Дейла Ґіріона, за допомогою дрозда (мешканці Дейла розуміли мову птахів), котрий передав йому почуте від Більбо про вразливе місце над плечем змія, вразив стрілою Смоґа і вбив його. Впавши у озеро в агонії, дракон знищив рештки міста.
За допомогою лісових ельфів та на отриману частку зі скарбниці дракона, Езґарот було відбудовано північніше руїн старого міста, оскільки його мешканці сторонилися місця падіння дракона, їх не могло зацікавити навіть дорогоцінне каміння, що випадали з його панцира.

### Фрамбурґ
Фрамбурґ — столиця королівства Еотеод була розташована у верхів'ях Андуїна посередині між річками Ленґсвелл та Ґрейлін, що зливаючись утворюють Велику Річку Андуїн. Місто було засноване Фрамом сином Фрумґара, що привів еотедів у верхів'я Андуїна у 1977 році Третьої Епохи. У текстах творів Толкіна не згадується, але було вказане на мапі Середзем'я створеній Пауліною Бейнс разом з Дж. Р. Р. Толкіним. Покинуте після відходу еотеодів на чолі з Еорлом Юним у Каленардон, де вони заснували королівство Роганська Марка після 2510 року Третьої Епохи.

## Міста Рогану

### Аґларонд
Місто-держава гномів з народу Дьюріна зведене в Четверту Епоху Ґімлі, сином Ґлоїна, що став її першим королем. Розташоване в однойменній смузі печер у Гельмовому Ярі під фортецею Горнбурґ.

### Альдбурґ
Перша столиця королівства в роки Еорла Юного (2510—2545 рр. Т. Е.). Адміністративний центр краю Істфолд. Рідне місто Еомера та Еовін.

### Горнбурґ
Фортеця у Гельмовому Ярі збудована нуменорцями у Другу Епоху. Відновлена ґондорцями для своїх союзників рогіримів. Адміністративний центр краю Вестфолд. Відома як осередок опору рогіримів дунгарцям в роки Гельма Молоторукого 2758—2759 рр. Т. Е. та битвою при Гельмовому Ярі в березні 3019 р.

### Дунхарґ або Дунхароу
Фортеця на північному схилі Білих Гір. Як і Горнбург є давньою нуменорською фортецею. Переданий намісником Ґондору Кіріоном рогіримам разом з усім Каленардоном. У Дунхарзі збиралась королівська рада Рогану. Біля Дунхарґа починається Шлях Мертвих, що веде крізь гори до пагорба Ереха.

### Едорас
Місто-фортеця на північних схилах Білих Гір. Столиця королівства збудована в часи короля Бреґо (2545—2570 рр. Т. Е.). Найбільшою спорудою є королівський палац Медусельд (Золоті Чертоги).

## Міста ґномів у Синіх горах (Еред-Луін та Еред-Ліндон)

### Белеґост
Белеґост (синд. «Велична Фортеця»; кхуздул Ґабілгатол; також Слюдоград) — місто ґномів з клану Широкозадів у Першу Епоху. Ґноми Белеґоста брали участь у зведенні ельфійських твердинь Менеґрот і Нарґотронд. Правитель міста Азаґгал брав участь у Нірнаед-Арноедіад (Битва Незліченних Сліз), він поранив дракона Ґлаурунґа, але згодом той убив його, і ґноми Белеґста відступили. Місто було зруйноване в ході Війни Гніву, а його мешканці переселились у Кгазад-Дум. Після покинення цього королівства через балроґа у 1981 р. Третьої Епохи частина Широкозадів повернулась у Сині Гори (Еред-Луін).

### Зали Торіна
Місто ґномів з народу Довгобородів (рід Дуріна), що втекли з Еребора після його захоплення драконом Смогом Золотистим. Збудоване у 2802 р. Т. Е. королем Трайном і добудоване його сином Торіном ІІ Дубощитом. Знаходилось біля колишнього Белеґоста. Навіть після відродження Підгірного королівства в Ереборі, місто залишилось заселеним і управлялось намісником підгірного короля.

### Ноґрод
Ноґрод (синд. «Печерна Будова»; кхуздул Тумунзагар) — місто гномів з клану Вогнебородів. Ґноми з цього міста на замовлення Елу Тінґола вставили принесений Береном Сильмарил у Науґламір («Гномівська Пектораль»), яку королю Доріату приніс Гурін з розореного драконом Ґлаурунґом Нарґотронда. Однак, побачивши красу обох коштовностей відмовились віддати її Тінґолові. В суперечці король Елу Тінґол був убитий ґномами, а Менеґрот розорений. При відході додому ґноми були оточені і вбиті нандорами Оссіріанду та ентами. В цій битві брав участь Берен, він власноручно вбив Володаря Ноґрода і відняв у нього Науґламір. В ході Війни Гніву Ноґрод, як і Белеґост, було зруйновано, а його мешканці переселились до Кгазад-Думу. Після покинення ґномами цього королівства через балроґа у 1981 р. Т. Е. частина Вогнебородів повернулась у Сині Гори (Еред-Луін).

## Міста Ширу

### Білоземь
Містечко у Східній Четі на Східній Дорозі.

### Брендінори (Цапокрай)
Головне містечко в Бекланді. У ньому знаходиться Бренді-Гіл — маєток правителів Бекланду Брендіцапів.

### Вушко Голки
Містечко у Західній Четі у верхів'ях річки Водь, неподалік від болотистої місцевості Тростяні Плавні.

### Гобітон
Гобітон (варіант перекладу Норгорд) — містечко в Західній Четі, де починається та закінчується дія «Гобіта» та «Володаря Перснів». В ньому, в маєтку Бег-Енд (Торба-на-Кручі) жили Більбо Торбин та його племінник Фродо.

### Драґва
Містечко у Східній Четі на Східній Дорозі. У Драгві розташовується трактир «Плавуча Колода».

### Крєпь
Найбільше містечко області Марі у Східній Четі. У Крепі розташовувалась таверна «Золотий Пічкур» відома на всю Східну Четь своїм пивом.

### Мічел Дельвінг
Мічел Дельвінг — столиця Ширу розташована на Білих Пагорбах. Мер Мічел Дельвінґа фактично був найвищим представником влади в Ширі.

### Скарка
Містечко у Східній Четі.